# Davis Wolfgang Hawke
Davis Wolfgang Hawke (1978-2017) est un spammeur et un néonazi américain qui a vécu comme un fugitif la majeure partie de sa vie adulte à la suite d'une condamnation pour abus de ressources informatiques.

## Biographie
Né sous le nom de Andrew Britt Greenbaum, il subit de l'intimidation dans sa jeunesse à cause de ses origines ethniques, ce qui pourrait expliquer le rejet des valeurs juives. Il adopte alors le nom de « Davis Wolfgang Hawke ». En 1999, il fonde aux États-Unis deux groupes néonazis dans le but de faire de la « Solution finale une réalité »,.
En 2004, il a été poursuivi en justice selon les termes de la CAN-SPAM Act of 2003 (en) par la société AOL, qui l'a accusé d'avoir envoyé des « quantités massives de courriels indésirables à ses clients ». Il ne s'est jamais présenté devant le tribunal et a été condamné en 2005 à une amende de 12,8 millions US$. Il a fui les États-Unis pour aller vivre sur la côte Ouest du Canada dans des installations sommaires.
En 2017, son corps brûlé a été retrouvé percé d'une balle près de Squamish en Colombie-Britannique dans un VUS qu'il semblait utiliser pour ses déplacements et comme logement. C'est seulement en octobre 2020 qu'il a été formellement identifié.
La presse américaine l'a surnommé le « Nazi spammeur »,.

### Citations originales
1. ↑  (en) « final solution a reality »
2. ↑  (en) « spam Nazi »